# 阿尔蒂克斯
阿尔蒂克斯（法語：Artix，法語發音：[aʁtiks]）是法国大西洋比利牛斯省的一个市镇，位于该省中部，属于波城区。

## 地名
该地名“Artix”发音为[aʁtiks]，字母“x”发音，《世界地名翻译大辞典》与《世界地名译名词典》将其误译作“阿尔蒂”。

## 地理
阿尔蒂克斯（43°23'49"N, 0°34'20"W）面积9.11 平方千米，位于法国新阿基坦大区大西洋比利牛斯省，该省份为法国东南部省份，涵盖了贝阿恩与北巴斯克，西临大西洋比斯開灣，北至朗德省，东北接热尔省，东临上比利牛斯省，南与西班牙接壤。
与阿尔蒂克斯接壤的市镇（或旧市镇、城区）包括：贝桑格朗、塞泽拉克堡、蒙雷若堡、奥斯-马尔西永、帕尔迪、塞尔圣玛丽、拉克。

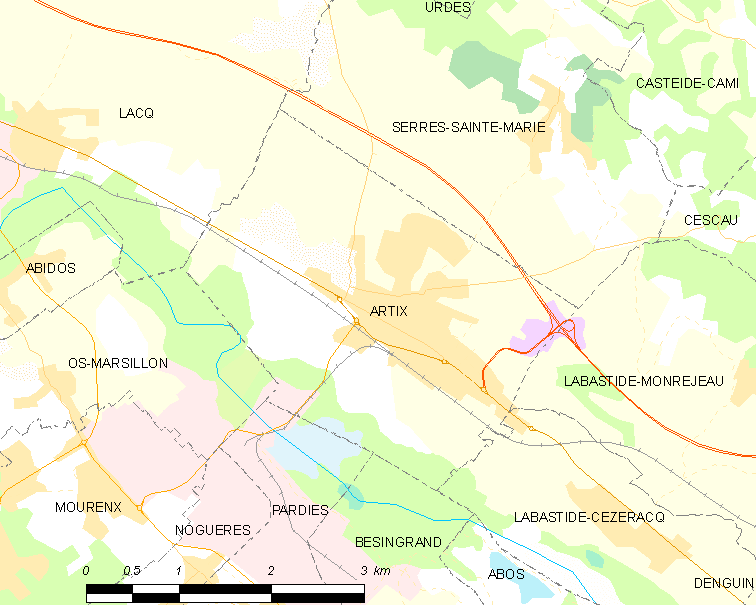
阿尔蒂克斯的OSM定位图

阿尔蒂克斯的时区为UTC+01:00、UTC+02:00（夏令时）。

## 行政
阿尔蒂克斯的邮政编码为64170，INSEE市镇编码为64061。

## 政治
阿尔蒂克斯所属的省级选区为阿尔蒂克斯和苏贝斯特尔地区县。

## 人口

1962-2008年间阿尔蒂克斯人口变化图示

阿尔蒂克斯于2022年1月1日时的人口数量为3446人。